# Princeton (Iowa)
Princeton es una ciudad ubicada en el condado de Scott en el estado estadounidense de Iowa. En el censo de 2010 tenía una población de 886 habitantes y una densidad poblacional de 133,63 personas por km².

## Geografía
Princeton se encuentra ubicada en las coordenadas 41°40′27″N 90°21′26″O / 41.67417, -90.35722. Según la Oficina del Censo de los Estados Unidos, Princeton tiene una superficie total de 6.63 km², de la cual 6.63 km² corresponden a tierra firme y (0%) 0 km² es agua.

## Demografía
Según el censo de 2010, había 886 personas residiendo en Princeton. La densidad de población era de 133,63 hab./km². De los 886 habitantes, Princeton estaba compuesto por el 97.07% blancos, el 0.34% eran afroamericanos, el 0.23% eran amerindios, el 0% eran asiáticos, el 0% eran isleños del Pacífico, el 0.56% eran de otras razas y el 1.81% pertenecían a dos o más razas. Del total de la población el 3.72% eran hispanos o latinos de cualquier raza.